# مؤسسه فیزیک ایروان
مؤسسه فیزیک ایروان (ارمنی: Երևանի Ֆիզիկայի Ինստիտուտ) یک مؤسسه تحقیقاتی می‌باشد که در ایروان، ارمنستان واقع شده است. این مؤسسه در سال ۱۹۴۴ (میلادی) به عنوان شعبه‌ای از دانشگاه دولتی ایروان توسط برادران آرتیوم آلیخانیان و آبراهام آلیخانوف تأسیس شد؛ و در سال ۲۰۱۱ میلادی به نام «آزمایشگاه ملی آ. آلیخانیان» تغییر نام یافت. در حال حاضر آنی آبراهامیان رئیس این مؤسسه می‌باشد.

## مدیران
- آرتیوم آلیخانیان (۱۹۴۳-۱۹۷۳)
- آندری آماتونی (۱۹۷۳-۱۹۹۲)
- روبن مکرتچیان (۱۹۹۲-۲۰۰۱)
- هراچیا آساتریان (۲۰۰۱-۲۰۰۸)
- آشوت چیلینگاریان (۲۰۰۸–۲۰۱۸)
- آنی آبراهامیان (۲۰۱۸-اکنون)